# D12 World
Albums de D12
D12 Online Limited Edition Mixtape
(2003) Eminem Presents: The Re-Up
(2006)
Singles
1. My Band
Sortie : 14 mai 2004
2. How Come
Sortie : 8 juin 2004

D12 World est le deuxième album studio de D12, sorti le 27 avril 2004.

## Création
Réalisé en 2003 et 2004, cet album se veut beaucoup moins centré sur Eminem que le précédent, Devil's Night, sur lequel il était omniprésent. Dans D12 World, la place est faite aux autres membres du groupe : Bizarre rappe un morceau solo, Kon Artis produit plusieurs titres, Kuniva est très présent tandis qu'Eminem, plus en retrait, se contente souvent du refrain ou des introductions.
Néanmoins, très impliqué, Eminem produit six titres de l'album (et arrange certains autres). Kanye West et Dr. Dre produisent également chacun un titre. Du côté des invités, on remarque la présence de B-Real et Obie Trice, déjà présent sur l'album précédent. Enfin, le rappeur Bugz (ancien membre de D12 assassiné en 1999) apparaît sur un interlude, avec un couplet datant de 1997.

## Réception
D12 World a été lancé à la première place des charts aux États-Unis, au Royaume-Uni et en Australie, et à la deuxième place en Allemagne. Aux États-Unis, près d'un demi million d'albums ont été vendus la première semaine de sa sortie. My Band, le premier single, a également connu un grand succès et a permis à l'album d'être certifié double disque de platine par la Recording Industry Association of America (RIAA) le 9 septembre 2004.

## Liste des titres
| No  | Titre                                                                        | Auteur                                                                                             | Contient un (des) sample(s) de | Durée |
| --- | ---------------------------------------------------------------------------- | -------------------------------------------------------------------------------------------------- | ------------------------------ | ----- |
| 1.  | Git Up (Produit par Eminem et Luis Resto)                                    | M. Mathers, Luis Resto, Steve King, O. Moore, V. Carlisle                                          |                                | 4:03  |
| 2.  | Loyalty (featuring Obie Trice – Produit par Eminem et Luis Resto)            | M. Mathers, L. Resto, D. Porter, O. Trice, O. Moore, D. Holton, V. Carlisle, Rufus Arthur Johnson  |                                | 5:54  |
| 3.  | Just Like U (Produit par Hi-Tek, Eminem et Luis Resto)                       | T. Cottrell, R. Johnson                                                                            | Sir Galahad de Rick Wakeman    | 3:31  |
| 4.  | I'll Be Damned (Produit par Mr. Porter et Luis Resto)                        | D. Porter, O. Moore, R. Johnson, V. Carlisle                                                       |                                | 4:21  |
| 5.  | Dude (Skit) (Produit par Eminem)                                             | |                                | 1:14  |
| 6.  | My Band (Produit par Eminem et Luis Resto)                                   | D. Porter, O. Moore, D. Holton, V. Carlisle, R. Johnson, M. Mathers, L. Resto, S. King             |                                | 4:58  |
| 7.  | U R the One (Produit par Mr. Porter)                                         | D. Porter, M. Richardson, M. Elizondo, O. Moore, R. Johnson, D. Holton, V. Carlisle                |                                | 4:19  |
| 8.  | 6 in the Morning (Produit par Eminem et Luis Resto)                          | M. Mathers, L. Resto, D. Porter, O. Moore, V. Carlisle                                             |                                | 4:38  |
| 9.  | How Come (Produit par Witt & Pep)                                            | M. Mathers, D. Porter, D. Holton, D. Moore, B. Johnson                                             |                                | 4:09  |
| 10. | Leave Dat Boy Alone (Produit par Red Spyda, Eminem et Luis Resto)            | M. Mathers, L. Resto, A. Thelusma, O. Moore, D. Porter, V. Carlisle                                |                                | 5:23  |
| 11. | Get My Gun (Produit par Eminem et Luis Resto)                                | M. Mathers, L. Resto, S. King, O. Moore, V. Carlisle, D. Holton, D. Porter, R. Johnson             |                                | 4:34  |
| 12. | Bizarre (Skit) (Produit par Eminem)                                          | |                                | 1:21  |
| 13. | Bitch (featuring Dina Rae – Produit par Eminem et Luis Resto)                | M. Mathers, L. Resto, D. Porter, O. Moore, D. Holton, V. Carlisle, R. Johnson                      |                                | 4:56  |
| 14. | Steve's Coffee House (Skit) (Produit par Eminem)                             | |                                | 0:51  |
| 15. | D-12 World (Produit par Kanye West)                                          | Kanye West, D. Porter, R. Johnson, O. Moore, V. Carlisle, D. Holton                                |                                | 3:10  |
| 16. | 40 Oz. (Produit par Trackboyz)                                               | M. Williams, J. Kent, M. Mathers, R. Johnson, V. Carlisle, D. Holton                               |                                | 4:02  |
| 17. | Commercial Break (Interprété par Young Zee – Produit par Mr. Porter)         | |                                | 1:12  |
| 18. | American Psycho II (featuring B-Real – Produit par Dr. Dre et Mike Elizondo) | A. Young, M. Elizondo, L. Freese, O. Moore, V. Carlisle, R. Johnson, M. Mathers                    |                                | 3:44  |
| 19. | Bugz '97 (Skit) (Interprété par Bugz – Produit par Eminem)                   | |                                | 1:05  |
| 20. | Good Die Young (Produit par Mr. Porter)                                      | D. Porter, S. Rivers, R. Johnson, V. Carlisle, D. Holton, O. Moore, J. R. Rotem, Pharrell Williams | Screen Kiss de Thomas Dolby    | 5:56  |
| 21. | Keep Talkin (Produit par Night & Day)                                        | M. Mathers, O. Moore, T. Martinez, G. Hughes, V. Carlisle, R. Johnson, D. Holton, M. Moore         | Tortuga de Starwood            |       |

| 22. | Barbershop (Produit par Mr. Porter) | M. Mathers, O. Moore, G. Hughes, V. Carlisle, R. Johnson, D. Holton, M. Moore | 4:23 |
| 23. | Slow Your Roll (Produit par Eminem) | M. Mathers, O. Moore, G. Hughes, V. Carlisle, R. Johnson, D. Holton, M. Moore | 4:25 |

## Classements
| Classement / pays(2004)                     | Meilleure position |
| ------------------------------------------- | ------------------ |
| Australie (ARIA)                            | 2                  |
| Autriche                                    | 5                  |
| Suède                                       | 6                  |
| Belgique (Nl) (Ultratop)                    | 9                  |
| Canada                                      | 1                  |
| Danemark                                    | 6                  |
| Pays-Bas                                    | 9                  |
| France (SNEP)                               | 9                  |
| Allemagne                                   | 2                  |
| Irlande                                     | 1                  |
| Nouvelle-Zélande (RIAZ)                     | 1                  |
| Norvège (VG-lista)                          | 5                  |
| Suisse                                      | 3                  |
| Royaume-Uni UK Albums Chart                 | 1                  |
| États-Unis Billboard 200                    | 1                  |
| États-Unis Billboard Top R&B/Hip-Hop Albums | 1                  |
| États-Unis Billboard Top Rap Albums         | 1                  |